# Quíquiam

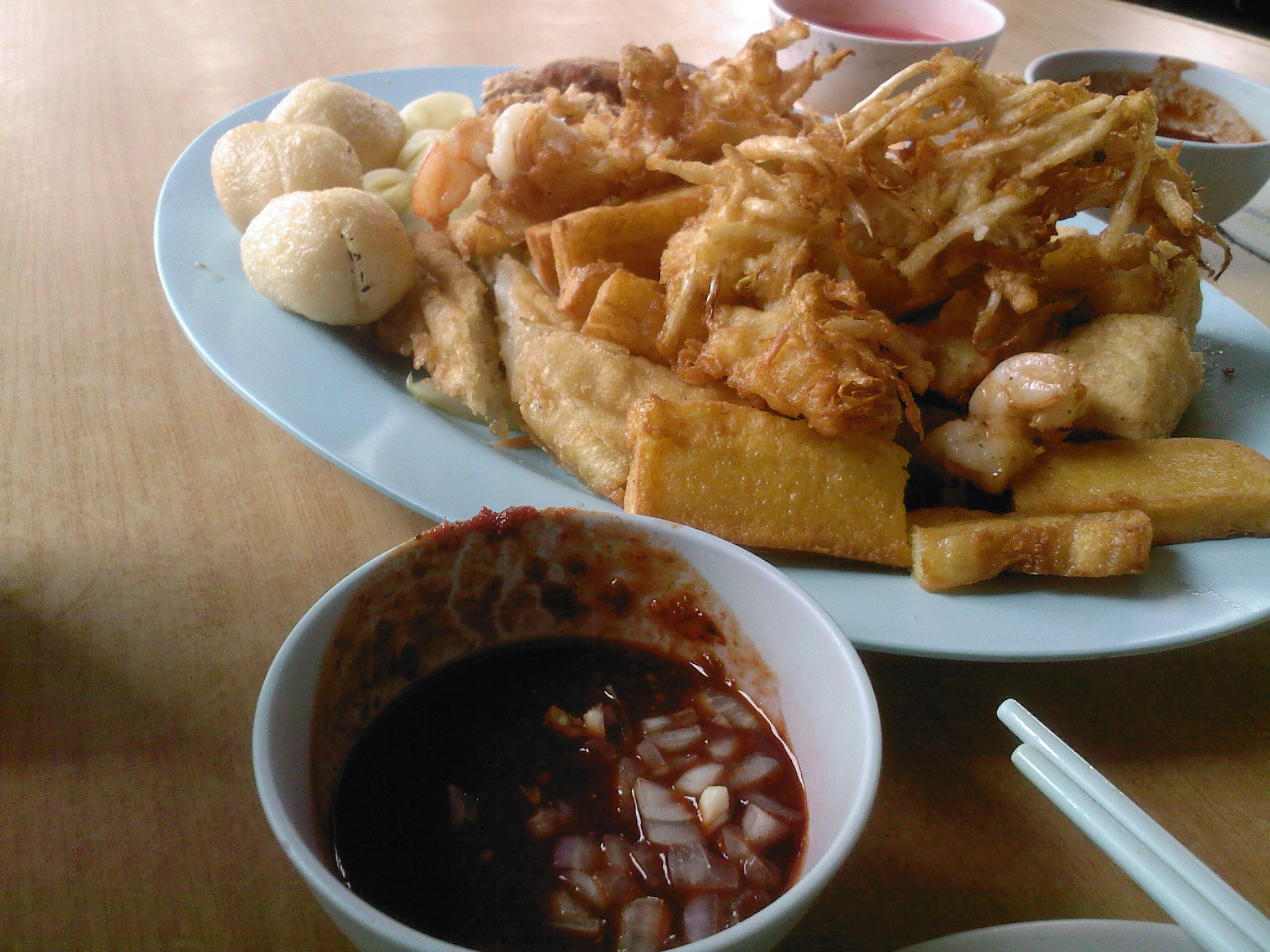
Wuxiang

El quíquiam (tagalo: kikyam; malayo: lorbak; chino: 五香, wǔxiāng) es un plato único de las cocinas de Fujian y Chaoshan servido en muchos hawker centres de Malasia y Singapur, además de su lugar de origen en el este de China. Es esencialmente una mezcla de varias carnes y verduras con otros ingredientes, como un rollo parecido a una salchicha que se elabora enrollando una piel de tofu y friendo cerdo y gamba o pescado picados condimentados con polvo de cinco especias, lup cheong, pepino, huevo centenario, jengibre, huevo frito, tofu frito, bolas de pescado y otros. Suele servirse con salsa picante y una salsa especial de la casa.
Muchos puestos en food courts y hawker centres singapurenses venden bee hoon frito con ngo hiang. Esta combinación es común para desayunar y comer.